# Neurolyga fulva
Neurolyga fulva är en tvåvingeart som först beskrevs av Ephraim Porter Felt 1926.  Neurolyga fulva ingår i släktet Neurolyga och familjen gallmyggor.
Artens utbredningsområde är Minnesota. Inga underarter finns listade i Catalogue of Life.